# رودي إنسانالي
صموئيل رودولف «رودي» إنسانالي (من مواليد 23 يناير 1936 ) هو دبلوماسي جوياني. كان الممثل الدائم لغيانا لدى الأمم المتحدة منذ عام 1987  وكان وزير خارجية غيانا من 2001 إلى 2008.

## النشأة
ولد جنان في جورج تاون، غيانا. قبل أن يبدأ حياته المهنية كدبلوماسي، قام بتدريس اللغة الفرنسية والأسبانية في جامايكا في كلية كينغستون وكلية جامايكا، وكذلك في غيانا في كوينز كوليج وجامعة غيانا.

## الحياة الدبلوماسية
في أول منصب دبلوماسي له، كان مستشارًا لسفارة غويانا في الولايات المتحدة من 1966 إلى 1969، وأصبح بعد ذلك القائم بالأعمال في غيانا في فنزويلا عام 1970. وكان لفترة وجيزة نائب الممثل الدائم لبلده في الأمم المتحدة في عام 1972، ثم شغل منصب سفير في فنزويلا (مع اعتماد إضافي لكولومبيا والإكوادور وبيرو) من 1972 إلى 1978. بعد هذا النشر، كان الممثل الدائم للجماعة الاقتصادية الأوروبية وسفير بلجيكا. على الرغم من أنه كان يعيش في بروكسل، فقد كان أيضًا سفيرًا لدى النمسا والنرويج والسويد في هذا الوقت.
وفي وقت لاحق، بعد أن عاد إلى غيانا، كان إنسانالي رئيسًا للشعبة السياسية التي تغطي نصف الكرة الغربي، حيث عمل أيضًا سفيراً في كولومبيا ومفوضًا سامًا لعدد من الدول الكاريبية.أصبح الممثل الدائم (سفير) في غيانا لدى الأمم المتحدة في 18 فبراير 1987. في الأمم المتحدة، كان نائب رئيس مجلس الأمم المتحدة لناميبيا قبل استقلال ناميبيا في عام 1990، وفي أبريل 1990 كان نائب رئيس / مقرر الدورة الاستثنائية للجمعية العامة حول التعاون الاقتصادي الدولي. كان رئيس الدورة الثامنة والأربعين للجمعية العامة للأمم المتحدة، التي عقدت من 1993 إلى 1994. وهو أطول مندوب حالي في الأمم المتحدة.
كان إنسانياً من مستشاري جامعة غيانا في الفترة من 1994 إلى 2001. أصبح وزير الشؤون الخارجية في مايو 2001. بعد سبع سنوات من هذا المنصب، أعلنت الحكومة في 28 مارس 2008 أن إنسانالي قد قرر الاستقالة كوزير للخارجية «لأسباب صحية وأخرى شخصية»، على الرغم من أنه «سيواصل الاضطلاع بمسؤوليات أخرى معينة في مشاركته مع الحكومة». وأدى استقالته، كارولين رودريغز، اليمين في 10 أبريل.
متزوج ولديه ابنة واحدة.